# Шевкун Микола Дмитрович
Мико́ла Дми́трович Шевкун (25 листопада 1924, село Нова Таволжанка, тепер Шебекинського району Бєлгородської області, Російська Федерація — 24 квітня 1997, місто Львів) — радянський військовий діяч, політпрацівник, генерал-лейтенант, член Військової ради Прикарпатського військового округу. Депутат Верховної Ради УРСР 10-го скликання.

## Біографія
Народився 25 листопада 1924 року в багатодітній селянській родині. У 1940 році закінчив дев'ять класів Ново-Таволжанської школи Курської області.
З 1940 року — у Червоній армії.
Учасник німецько-радянської війни з 1941 року. У 1941—1942 роках — слухач військового училища. У 1942—1945 роках — командир взводу управління батареї 76-міліметрових гармат 274-го стрілецького полку 24-ї стрілецької дивізії, начальник розвідки 3-го та 1-го дивізіонів 160-го артилерійського полку 24-ї стрілецької дивізії. Воював на Західному, Сталінградському, 1-му Українському фронтах.
Член ВКП(б) з 1945 року.
Після закінчення війни продовжив службу в армії на командних посадах.
У 1956 році закінчив Вище військово-політичне училище імені Леніна. Перебував на політичній роботі у військах.
У 1966 році закінчив Військову академію Генерального штабу СРСР імені Ворошилова. Працював в органах Політичного управління військових з'єднань.
До травня 1976 року — 1-й заступник начальника Політичного управління Червонопрапорного Прикарпатського військового округу.
У травні 1976 — травні 1980 року — член Військової ради — начальник Політичного управління Червонопрапорного Прикарпатського військового округу.
У травні 1980 — 1984 року — член Військової ради — начальник Політичного управління Південної групи радянських військ в Угорщині.
До 1987 року — 1-й заступник начальника Політичного відділу 4-ї загальновійськової армії Закавказького військового округу.
З 1987 року — у відставці. Помер 24 квітня 1997 року, похований на 19 полі Янівського цвинтаря у Львові.

## Звання
- лейтенант
- генерал-майор
- генерал-лейтенант (.10.1977)

## Нагороди
- орден Вітчизняної війни I ст. (6.04.1985)
- орден Вітчизняної війни II ст. (30.11.1944)
- два ордени Червоної Зірки (30.04.1944, 21.05.1945)
- ордени
- медалі